# Zofiówka (powiat grajewski)
Zofiówka – kolonia w Polsce położona w województwie podlaskim, w powiecie grajewskim, w gminie Szczuczyn.
W latach 1975–1998 miejscowość administracyjnie należała do województwa łomżyńskiego.